# Гаммондвілл (Алабама)
Гаммондвілл (англ. Hammondville) — місто (англ. town) в США, в окрузі Декальб штату Алабама. Населення — 425 осіб (2020).

## Географія
Гаммондвілл розташований за координатами 34°33′59″ пн. ш. 85°38′25″ зх. д. / 34.56639° пн. ш. 85.64028° зх. д. (34.566264, -85.640252).  За даними Бюро перепису населення США в 2010 році місто мало площу 12,73 км², з яких 12,69 км² — суходіл та 0,03 км² — водойми.

## Демографія
Згідно з переписом 2010 року, у місті мешкало 488 осіб у 192 домогосподарствах у складі 147 родин. Густота населення становила 38 осіб/км².  Було 220 помешкань (17/км²).
Расовий склад населення:
| - 90,0 % — білих - 0,8 % — чорних або афроамериканців - 0,6 % — азіатів - 0,2 % — корінних американців - 5,1 % — осіб інших рас |

До двох чи більше рас належало 3,3 %. Частка іспаномовних становила 6,8 % від усіх жителів.
За віковим діапазоном населення розподілялося таким чином: 19,3 % — особи молодші 18 років, 64,1 % — особи у віці 18—64 років, 16,6 % — особи у віці 65 років та старші. Медіана віку мешканця становила 43,7 року. На 100 осіб жіночої статі у місті припадало 104,2 чоловіків;  на 100 жінок у віці від 18 років та старших — 100,0 чоловіків також старших 18 років.
Середній дохід на одне домашнє господарство  становив 94 756 доларів США (медіана — 43 281), а середній дохід на одну сім'ю — 106 269 доларів (медіана — 44 219). Медіана доходів становила 34 375 доларів для чоловіків та 33 750 доларів для жінок. За межею бідності перебувало 8,0 % осіб, у тому числі 4,9 % дітей у віці до 18 років та 8,8 % осіб у віці 65 років та старших.
Цивільне працевлаштоване населення становило 213 особи. Основні галузі зайнятості: виробництво — 23,9 %, роздрібна торгівля — 16,4 %, освіта, охорона здоров'я та соціальна допомога — 16,4 %.